# 7 Gwardyjska Dywizja Rakietowa
7 Gwardyjska Rieżycka Dywizja Rakietowa (ros. 7-я гвардейская ракетная Режицкая Краснознамённая дивизия) – związek taktyczny Wojsk Rakietowych Przeznaczenia Strategicznego Związku Radzieckiego, następnie – Federacji Rosyjskiej.
Jednostka posiadająca numer 14245 stacjonuje w zamkniętym mieście ZATO Oziornyj (Wypołzowo, Bołogoje-4) w obwodzie twerskim). W 2008 dysponowała 18 zestawami strategicznych rakiet balistycznych RS-12 M.

 Dywizja wchodziła w skład 27 Gwardyjskiej Armii Rakietowej.

## Struktura organizacyjna
2011
- dowództwo – Wypołzowo[7]
- 41 pułk rakietowy
- 510 Twerski pułk rakietowy
- 2423 techniczna baza rakietowa
- 281 węzeł łączności
- 509 batalion inżynieryjno-saperski
- 1501 ruchoma baza remontowa

## Dowódcy dywizji
- 1961 - 1970 — gen. mjr Piotr Uwarow;
- 1970 - 1973 — gen. mjr Jurij Ursakow;
- 1973 - 1977 — gen. mjr Aleksandr Wołkow;
- 1977 - 1982 — gen. mjr Jewgienij Stiepanowicz Iwanow;
- 1982 - 1986 — gen. mjr Wiktor Chramczenkow;
- 1986 - 1998 — gen. mjr Aleksandr Gribow;
- 1998 - 2000 — gen. mjr Aleksiej Abramow;
- 2000 - 2007 — gen. mjr Anatolij Szurko;
- 2007 - 2009 — gen. mjr Iwan Kuzyczkin;
- 2009 - 2011 — płk Aleksandr Gałaktionow;
- 2011 - 2013 — płk Andriej Burbin;
- 2013 - 2016 — płk Oleg Łankin;
- 2016 - 2020 — gen. mjr gwardii Maksim Riabczenko;
- od 2020 - płk gwardii Andriej Malinin[8].